# Kirchbach’sche Werke
Die Kirchbach’schen Werke, später auch Jurid-Werke genannt, in Coswig in Sachsen waren das älteste und größte Unternehmen zur Herstellung von Kupplungs- und Bremsbelägen in Deutschland. Da der letzte Eigentümer nach 1945 Coswig verließ und die Rechte an der Marke Jurid mitnahm, änderten sich die Firma und der Markenname am alten Standort in den 1950er Jahren in Cosid und später in Cosid-Kautasid. Unter der Marke Cosid produziert TMD Friction in Coswig weiterhin Hochleistungs-Reibmaterialien für Schienenfahrzeuge und die Industrie, während die Marke Jurid der Federal-Mogul Bremsbelag GmbH in Glinde gehört (Stand 2023).

## Hermann Kirchbach

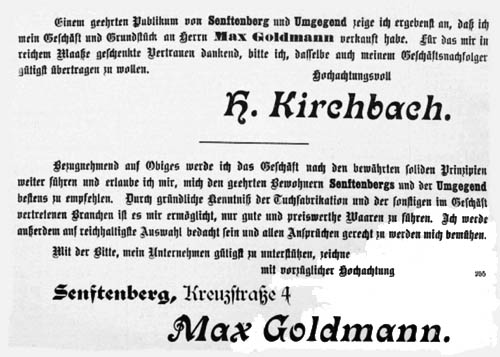
Mitteilung über die Schließung des Tuchhandels in Senftenberg

Der Kaufmann (Julius) Hermann Kirchbach (* 2. August 1855 in Roßwein; † 8. Juli 1913 in Coswig) stammte aus einer in Roßwein ansässigen Tuchmacherfamilie. Im Alter von 27 Jahren eröffnete er in Senftenberg ein Tuchhandelsgeschäft im damaligen Haus Kreuzstraße 4. Er heiratete (Bertha) Alma geborene Musäus (1853–1927), mit der er 1891 die Zwillinge (Max) Kurt und (Paul) Ernst bekam. Hermann Kirchbach verkaufte im Jahr 1900 das Senftenberger Grundstück und das Geschäft an den Tuchhändler Max Goldmann (1872?–1950), der noch bis in die 1920er Jahre unter Max Goldmann vorm. H. Kirchbach firmierte.
Die Zwillinge Kurt und Ernst besuchten in Dresden das König-Georg-Gymnasium und die Höhere Handelsschule. Ihr Vater gründete im Juli 1910 in Coswig bei Dresden das Unternehmen Chemisch-Technische Werke Hermann Kirchbach, das er schon einen Monat später in Kirchbachsche Werke Hermann Kirchbach umbenennen ließ (bis 1915 noch ohne Apostroph). Das Grundstück für die Fabrik an der damaligen Meißner Straße (heute Dresdner Straße / Industriestraße 9) kaufte Kirchbach vom Gärtnereibesitzer Franz Rudolph, der seinen Betrieb 1885 gegründet hatte und auf Rosenzucht spezialisiert war.
Die Kirchbachsche Fabrik stellte zunächst Packungen für Stopfbuchsen, Dichtungsmaterialien und chemisch-technische Präparate her. 1912 wurde im Handelsregister beim Amtsgericht Radebeul eine Zweigniederlassung der Kirchbachschen Werke in der böhmischen Gemeinde Altstadt bei Tetschen eingetragen. Der Vertreter Thöner Wenzel in Altstadt Nummer 17 bezeichnete seine gewerbliche Tätigkeit als Metallwarenerzeugung und Vertreter der Kirchbachschen Werke (Stopfbüchsenpackungen, Dichtungsmaterial etc.). Unter anderem wurden auch Wand- und Tapetenreinigungsmittel produziert und vertrieben.
Nach dem Tod von Hermann Kirchbach im Alter von 57 Jahren übernahm dessen Witwe Alma Kirchbach den Betrieb. Die Zwillingsbrüder Ernst und Kurt erhielten Prokura.

## Erste Reibbeläge ab 1914
Im Jahr 1914 übernahmen Ernst und Kurt Kirchbach das Unternehmen, das in eine offene Handelsgesellschaft umgewandelt wurde. Ernst war der kaufmännische Leiter, während Kurt die technische Leitung übernahm. Sie begannen mit der Produktion von Reibmaterialien. Das Militär bestellte 10.000 m Bremsband. Grund war der Ausfall der Lieferungen des von Herbert Frood (1864–1931) gegründeten Unternehmens Ferodo nach dem Kriegseintritt Großbritanniens. Das Militär zog den Auftrag für Bremsband zwar zurück, aber Kirchbachs boten die Ware erfolgreich der Automobilindustrie an. Anfänglich ließ man die Asbestbänder in sächsischen Bandwebereien weben und imprägnieren, formte und härtete sie jedoch in Coswig.
Parallel dazu wurden weiterhin Patente zu Schmiermitteln eingereicht:
- Patent  DE302188: Schmiermittelersatz. Angemeldet am 30. Mai 1915, veröffentlicht am 5. Dezember 1917, Anmelder: Kirchbach & Co. Kirchbachsche Werke.‌
- Patent  CH79806: Schmiermittel. Angemeldet am 15. Mai 1918, veröffentlicht am 16. Januar 1919, Anmelder: Kirchbach & Co. Kirchbachsche Werke.‌
- Patent  ES67616A1: Como producto industrial, un sustitutivo lubrificante. Angemeldet am 13. August 1918, veröffentlicht am 16. September 1918, Anmelder: Kirchbach & Co. Kirchbachsche Werke.‌
- Patent  FI7249A: Smörjmedelsersättning. Veröffentlicht am 15. Februar 1919, Anmelder: Kirchbach & Co. Kirchbachsche Werke.‌
- Patent  DK24617: Smøremiddelerstatning. Veröffentlicht am 10. Juni 1919, Anmelder: Kirchbach & Co. Kirchbachsche Werke.‌

Außerdem ließ Kirchbach 1914 zwei Warenzeichen eintragen:
- Harepa (Klasse 34; unter anderem für kosmetische Produkte)[13]
- Kleberecht (Klasse 13; unter anderem für Klebstoffe)[14]

1915 wurde die Firma in Kirchbach’sche Werke Kirchbach & Co.geändert, nun erstmals auch offiziell mit einem Apostroph geschrieben. Gleichzeitig trat der Kaufmann Ernst Ludwig Fischer (1865–1945) aus Dresden in die Gesellschaft als Teilhaber ein. Im gleichen Jahr erfanden die Brüder Kirchbach die Wortmarke Jurid als reines Kunstwort, das zunächst noch nicht beim Patent- und Markenamt eingetragen wurde. Seit 1915 lieferte das Unternehmen Bremsbeläge unter diesem neuen Markennamen für die Automobilindustrie, insbesondere an die Büssing AG, die Neue Automobil-Gesellschaft AG (NAG) und an die Wanderer-Werke AG.
1916 zogen Ernst und Kurt Kirchbach mit ihrer Mutter Alma nach Niederlößnitz. Zu dieser Zeit wurde Ernst von der Kriegsamtstelle Dresden als „dauerhaft unbrauchbar“ ausgemustert, während sein Bruder als für den Kriegsdienst tauglich galt. Ernst Fischer hatte schon die entsprechende Altersgrenze überschritten. Um die Kriegswichtigkeit der Belegschaft gab es einen regen Schriftverkehr mit der Kriegsamtstelle, in dem hervorgehoben wurde, dass die Kirchbach’schen Werke an direkten Kriegslieferungen Wagen- und Lederfett sowie Lederöl bereitstellten und als indirekte Kriegslieferungen Stopfbuchsenpackungen, Schmiermittel und Geschossfüllmasse. 1916 gab es im Betrieb 24 Angestellte, davon waren 13 weiblich.
1919 wurde der böhmische Ort Altstadt Bestandteil der neuen Tschechoslowakischen Republik. Der dortige Zweigbetrieb wurde aus dem Radebeuler Handelsregister gelöscht. Ernst Ludwig Fischer schied als Mitinhaber des Unternehmens aus und wurde stattdessen alleiniger Inhaber der Kirchbach’schen Werke in Tetschen und Politz an der Elbe (heute Boletice nad Labem: Stadtteil Děčín XXXII). Fischer wohnte jedoch privat bis zu seinem Tod bei dem Luftangriff auf Dresden am 14. Februar 1945 in Dresden im Haus Stephanienstraße 24.
1919 heiratete Kurt Kirchbach seine erste Ehefrau, die 1892 im oberschlesischen Gleiwitz geborene Meta Marie Leonore Fischer, genannt Lore. Gegen Ende des Ersten Weltkriegs begannen die Zwillinge, neben gewebten Bremsbelägen auch gepresste zu fertigen. Außerdem wurde eine eigene Spinnerei und Weberei eingerichtet. Nach dem Tod seines Zwillingsbruders Ernst in der letzten Welle der Spanischen Grippe 1920 blieb Kurt Kirchbach der alleinige Inhaber des Unternehmens.

## Entwicklung 1920 bis 1948
1921 zogen Kirchbachs in die Villa Kaiser-Friedrich-Allee 1b (heute Dr.-Schmincke-Allee 1b) in Radebeul. Anfang der 1920er Jahre wurden zahlreiche weitere Warenzeichen eingetragen, von denen Jurid bis heute noch existiert:
- 1920: Haematitan (Klasse 2)[23]
- 1921: Kyren (Klasse 2)[24]
- 1921: Kyr (Klasse 2)[25]
- 1921: Ka-We-Co (Klasse 6)[26]
- 1921: Jurid (Klasse 6)[27]
- 1923: Ka-We (Klasse 6)[28]

Der Eintritt des von dem Unternehmen Hansa kommenden Ingenieurs Hans Kattwinkel im Jahr 1923 sorgte für einen ganz erheblichen Aufschwung der Kirchbach’schen Werke. Das Unternehmen wurde 1936 von einer Kommanditgesellschaft in eine Aktiengesellschaft umgewandelt, an der Kurt Kirchbach noch zu 45 % beteiligt war. Im Jahr 1937 verwendeten „90 Prozent der deutschen und österreichischen Automobil- und Motorradindustrie […] Jurid als Brems- und Kupplungsbelagmaterial serienmäßig“.
Vermutlich aus steuerlichen Gründen gab es eine Aufspaltung in die Kirchbach’sche Werke AG und die Jurid Vertriebsgesellschaft mbH. Beide Betriebe wurden zwar gemeinsam zur Umsatzsteuer veranlagt, eine Trennung gab es aber bei der Körperschaftsteuer, der Gewerbesteuer und der Einheitlichen Gewinnfeststellung. Später erfolgte noch die Abspaltung einer Patentverwertungsgesellschaft unter der Firma Kattwinkel, Kirchbach & Co. Während des Zweiten Weltkriegs musste aufgrund von Handelsbeschränkungen der Asbestgehalt reduziert werden. Es wurde auch nach Ersatzstoffen gesucht. Im Jahr 1944 waren rund 2000 Arbeiter und Angestellte im Unternehmen beschäftigt. Das Werk in Coswig überstand den Zweiten Weltkrieg völlig unbeschädigt, wurde danach jedoch weitgehend demontiert. Ursprünglich wurde eine 100-prozentige Demontage befohlen und mit Maschinen und Anlagen im Werte von 2,6 Millionen Reichsmark (RM) bis März 1946 durchgeführt. (Dies betraf übrigens auch einen 1942 auf dem Betriebsgelände angesiedelten Zweigbetrieb eines Herstellers von Stahlwolle als Asbestersatz.) Nach entsprechenden Einsprüchen wurden im Juni wieder Maschinen im Werte von 156.000 RM für eine 30-prozentige Produktion freigegeben. Einige Anlagen standen noch verpackt auf den Verladebahnhöfen. Unter anderem durch Probleme bei der Beschaffung von Zement und beim Wiederaufbau des herausgerissenen Kessels verzögerte sich das Vorhaben jedoch. Immerhin gab es noch etwa 600 Beschäftigte vor Ort. Ab 1948 lief die Produktion langsam unter der Firma Jurid wieder an.

## Wort-Bild-Marke Jurid

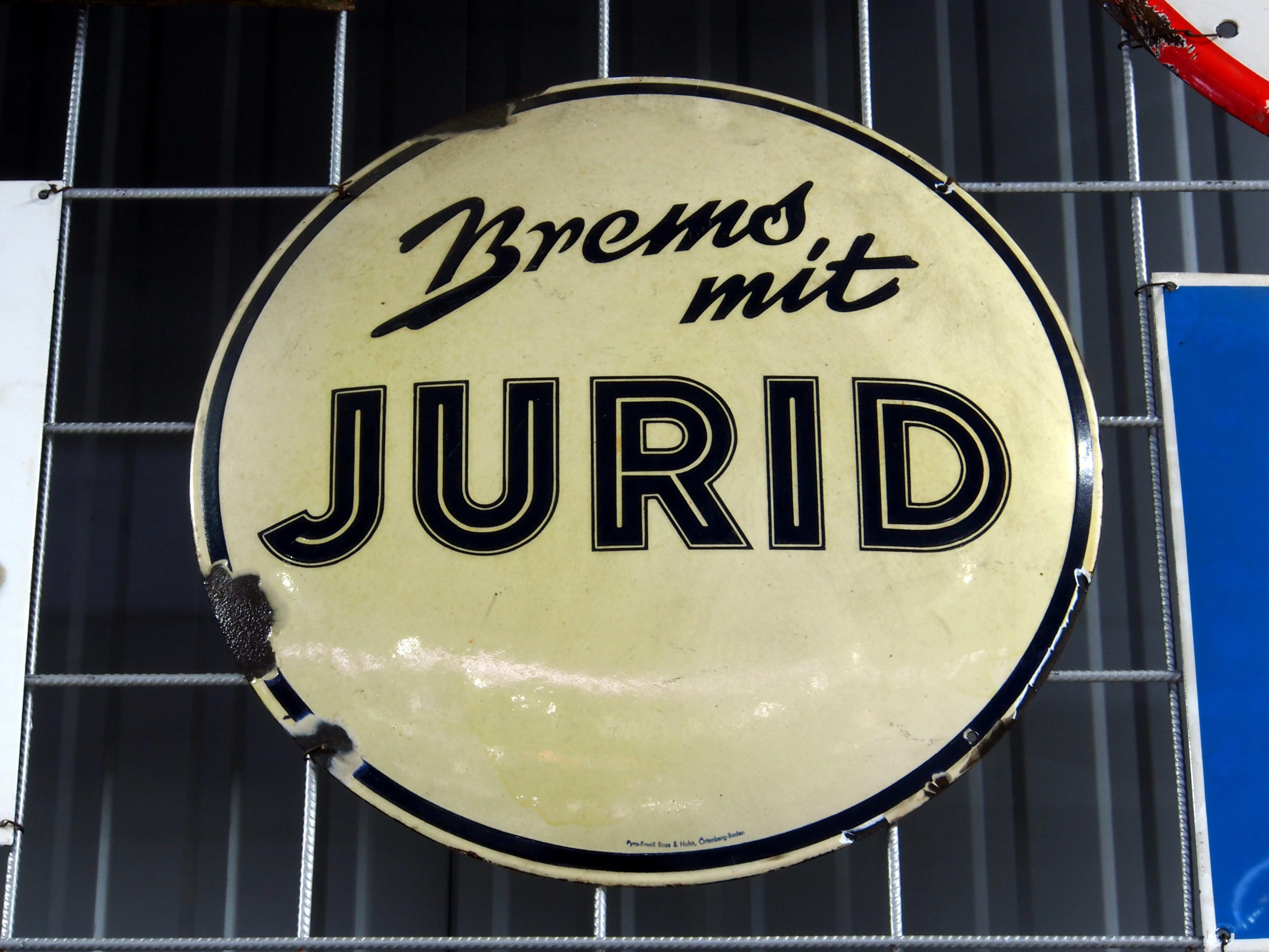
Reklameschild von Jurid

1945 ging Kurt Kirchbach nach einem kurzen Aufenthalt in Duderstadt nach Düsseldorf-Benrath, wo schon im Spätsommer mit fünf Arbeitern unter dem Namen Juridwerk Kurt Kirchbach der Betrieb neu begann. 1949 zog die Fabrik nach Düsseldorf-Grafenberg. Das 1921 beim Reichspatentamt eingetragene Warenzeichen „Jurid“ wurde 1952 als Wort-Bild-Marke im Internationalen Markenregister als IR163201 registriert. Sie wurde mehrfach umgeschrieben. 2000 übernahm die Honeywell International Inc. die Marke Jurid. 2023 war die Federal-Mogul Bremsbelag GmbH Inhaber der Marke. Das Unternehmen wurde 2018 an Tenneco verkauft und produziert nach wie vor in Glinde Bremsbeläge.

## Neue Wort-Bildmarken Cosid und Kautasid
1952 wurden drei Dresdner Privatunternehmen, die Dichtungen produzierten, zusammengeschlossen und mit den ehemaligen Kirchbach’schen Werken in Coswig vereinigt. Unter dem Namen Cosid wurde am gleichen Standort in einem Volkseigenen Betrieb weiter produziert. Da die Wort-Bild-Marke Jurid nicht mehr zur Verfügung stand, wurde 1955 Cosid neu für den Coswiger Betrieb eingetragen. Derzeitiger Markeninhaber der Wortmarke Cosid ist die in Leverkusen ansässige TMD Friction, die nach wie vor ein Werk in Coswig am alten Standort der Kirchbach’schen Werke betreibt.
Die Wort-Bild-Marke Kautasit wurde ebenfalls 1955 registriert und gehörte zuletzt dem seit 1970 auch mit diesem Namen firmierenden Volkseigenen Betrieb Cosid-Kautasid-Werke in Coswig. Der Betrieb hat sich in den 1980er Jahren unter anderem aus gesundheitlichen Gründen um den Ersatz von Asbest bemüht. Die Marke Kautasit ist unterdessen abgelaufen und kann nicht mehr neu registriert werden. 2023 nannten sich zwei selbstständige Gesellschaften in Dresden Kautasit: die Kautasit GmbH und die Kautasit-Gummitechnik GmbH.

## Nachfolger in Coswig ab 1991

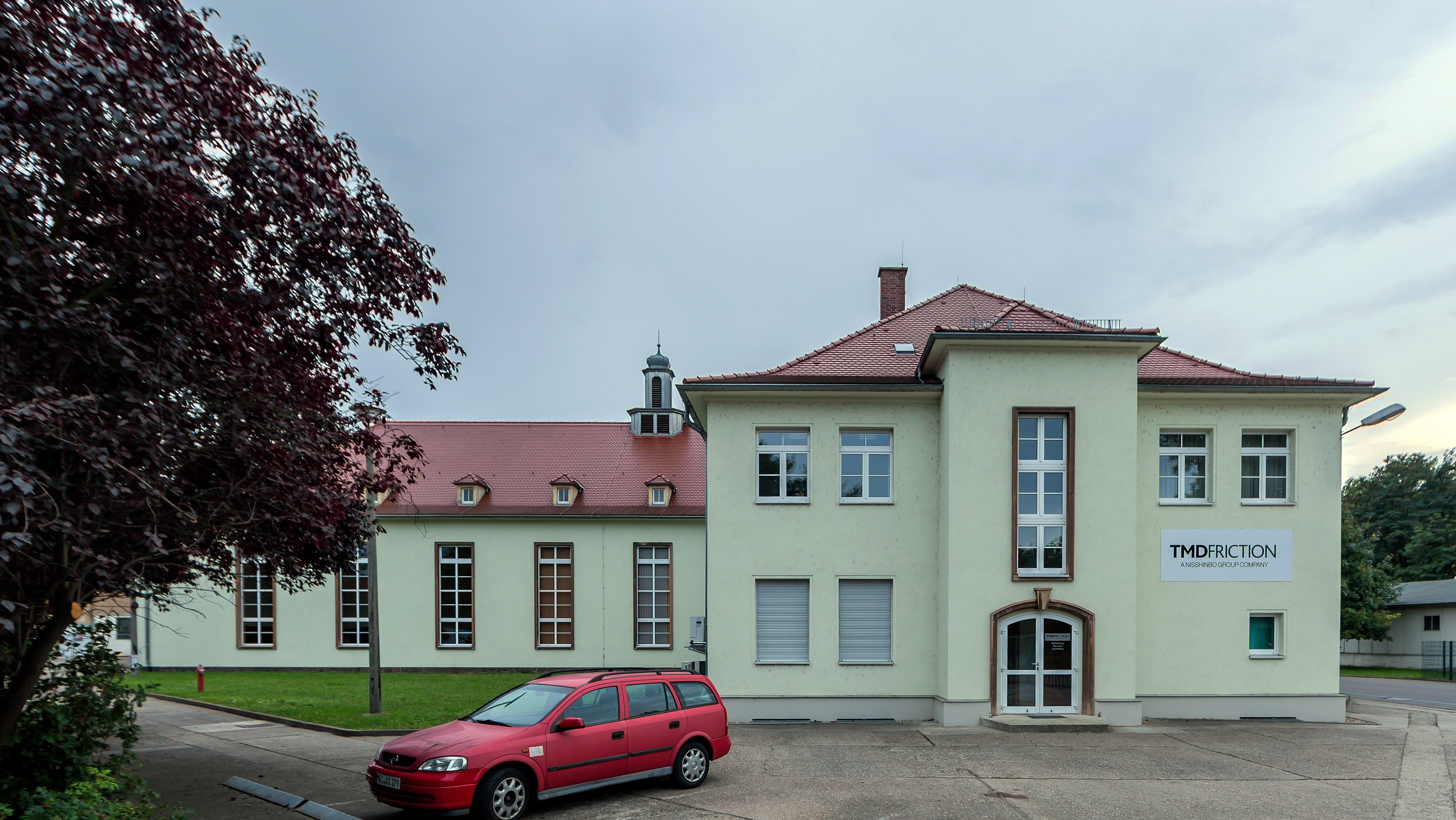
Ehemaliges Sozialgebäude, 2015 mit dem Schriftzug von TMD Friction

Die Marke Cosid blieb nach der Wiedervereinigung Deutschlands erhalten. Die früheren VEB Cosid-Kautasit-Werke (Teil des Kombinats Plast- und Elastverarbeitung) am Standort Coswig wurden 1991 von der Rütgers Pagid AG Essen übernommen. Ab 2001 wurde das Werk von TMD Friction weitergeführt. Im Jahr 2010 wurde das 100-jährige Jubiläum der Werke gefeiert, deren Produktion und Entwicklung in Coswig an der Industriestraße Bestand hat.
2011 wurden TMD und die Nisshinbo-Bremsensparte („NISB“) zusammengeschlossen, sodass das Unternehmen in Coswig unter dem Dach von Nisshinbo Holdings Inc. zu den weltweit größten Herstellern von Bremsbelägen gehört. 2023 wurde die TMD Friction Group weiterverkauft an die 2018 gegründete Münchener Private-Equity-Gesellschaft Aequita.

## Filme
- Jurid (Deutschland 1938) Dokumentarfilm (Regie: Friedrich Wollangk; Kamera: Fritz Lehmann; Musik: Walter Schütze; Produktion: Boehner-Film Fritz Boehner)[43]